# Liste des évêques d'Ikot Ekpene
(Dioecesis Ikotekpenensis)

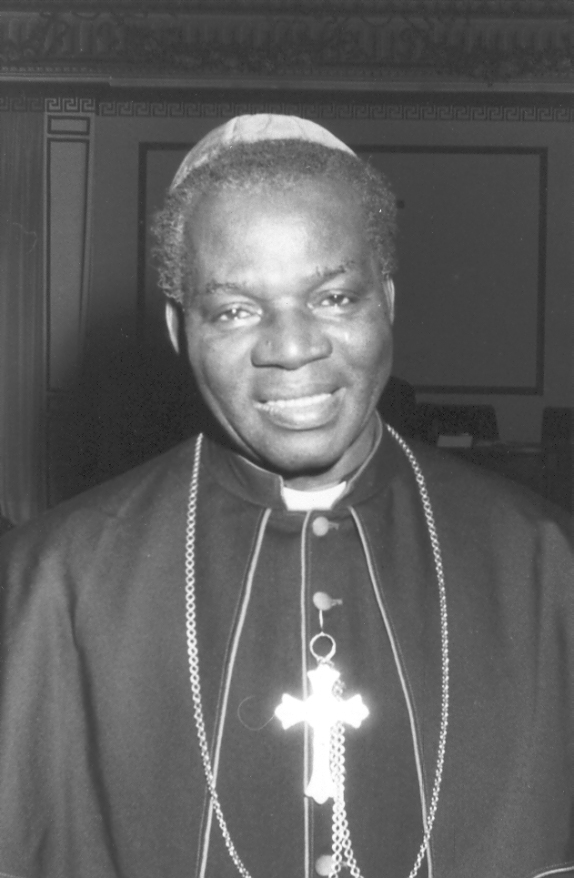
Dominic Ignatius Ekandem, premier évêque du diocèse d'Ikot Ekpene.

L'évêché nigérian d'Ikot Ekpene est créé le 1er mars 1963 par détachement du diocèse de Calabar.

## Sont évêques
- 1er mars 1963-19 juin 1989 : cardinal (1976) Dominic Ekandem (Dominic Ignatius Ekandem), également supérieur de la mission d'Abuja à compter de 1981 ; devient en 1989 évêque d'Abuja, précédemment évêque titulaire d'Hiérapolis-en-Isaurie (de).
- 1er septembre 1989-4 mai 2009 : Camillus Ier Etokudoh (Camillus Archibong Etokudoh).
- 4 mai 2009-16 juillet 2010 : siège vacant.
- Depuis le 16 juillet 2010 : Camillus II Umoh (Camillus Raymond Umoh).

## Sources
- L'ANNUAIRE PONTIFICAL, sur le site http://www.catholic-hierarchy.org, à la page